# Maletto
Maletto (Marettu in siciliano) è un comune italiano di 3 541 abitanti della città metropolitana di Catania in Sicilia.

## Storia
Sull'origine di Maletto, una leggenda popolare locale narra che in epoca antica, sulla Rocca del Castello dimorava una principessa di nome Maletta o Marietta, la quale comandava una banda di feroci briganti che compivano scorrerie nelle zone vicine e poi si rifugiavano sul Castello, portandovi il bottino, sicuri di non essere perseguiti data l'asperità e l'inaccessibilità del luogo. Attorno alla rocca, i briganti costruirono il paese di Maletto, retto e governato da quella principessa dalla quale prese il nome di "Marettu".
Questa è la tradizione locale, che vuole Maletto fondato e abitato da briganti, fuorilegge o in ogni caso da gente che aveva qualcosa in sospeso con la giustizia. Questa leggenda ha un suo riscontro storico, seppure in parte travisato dalla semplificazione popolare. Infatti nelle varie epoche e nei suoi diversi ripopolamenti, Maletto fu abitato da persone che venivano in questo luogo sia per le agevolazioni e i benefici concessi dal feudatario, sia per le franchigie di cui godeva il feudo, per cui è probabile che qualcuno per sfuggire alla giustizia del re sia venuto e poi rimasto a Maletto.

Storicamente, invece, l'origine di Maletto risale all'anno 1263, quando fu costruito il castello, attorno al quale, poi a diverse riprese, venne edificato il centro abitato.
Nel precedente periodo arabo-normanno, probabilmente la Rocca era stata già fortificata, con una sola torre, perché il luogo ben si prestava a essere utilizzato come punto di avvistamento. Infatti all'origine il Castello era detto "Rocca del Fano", significando nel Medioevo il termine "fano", di origine araba, una luce emanata da un luogo di sorveglianza. Quindi già esisteva una torre con funzioni di avvistamento e segnalazione.

Questa torre assunse un'importanza militare, quando, appunto intorno all'anno 1263, venne maggiormente fortificata da Manfredi Maletta, conte di Mineo e di Monte Sant'Angelo in Puglia, fondatore della città di Manfredonia, assumendo da quel momento, sia il castello sia il feudo circostante il nome del suo signore, Maletta, poi divenuto Maletto o Marettu in termine dialettale.
Manfredi Maletta o de Malectas era figlio (o fratello) di un personaggio di maggiore prestigio del Regno di Sicilia, Federico Maletta, zio del re Manfredi, il figlio del grande imperatore Federico II di Svevia; era stato inoltre Vicario del Regno e camerlengo regio, cioè custode del tesoro reale, dal 1258 al 1261, anno in cui venne assassinato.
La fortificazione della torre del Fano da parte del conte Manfredi, trasse origine da diversi fattori. Il primo e più importante senza dubbio fu dato dalla esigenza di costituire una difesa meridionale alla città di Randazzo. Questa città, che durante il periodo normanno era stata un caposaldo politico-militare nella guerra di conquista della Sicilia da parte del Gran Conte Ruggero, vide crescere, negli anni successivi la sua importanza e ricchezza, fino a diventare, con gli Svevi e poi con gli Aragonesi, sede di soggiorno del re con tutta la corte al seguito, divenendo in tal modo la residenza degli uomini più potenti e ricchi del regno siciliano. Così, in quel periodo, la città fu fortificata con una cinta di mura dotata di dodici porte e otto torri, di cui la principale è quella chiamata "Castello" che ancora esiste. Fu edificato il palazzo reale e vennero, inoltre, costruiti numerosi palazzi per le famiglie nobili, fra le quali gli Omodeo e gli Spatafora, che saranno signori di Maletto, e numerose chiese.
Randazzo era stata schierata con i normanni, nelle guerre che li contrapposero al crudele imperatore Enrico VI di Svevia, che vincendo divenne re di Sicilia dal 1194 al 1197. Alla sua morte seguirono anni di grandi turbolenze, di congiure e guerre per la successione, data la minorità del figlio, il futuro Federico II, che assunto il regno riportò la Sicilia alla grandezza del periodo normanno. Morto quest'ultimo nel 1250 seguirono altre guerre per la successione e nel 1258, il figlio illegittimo Manfredi si fece proclamare re di Sicilia, conducendo una campagna di sottomissione in diverse città, fra cui Randazzo, ove nel 1256 lasciò come governatore lo zio Federico Lancia. Da ciò l'incarico a Manfredi Maletta, cugino del re, nonché nipote dello stesso Federico Lancia, che oltretutto era anche signore di Paternò e di altre terre della zona, per il matrimonio nel 1255 con Giacopina di Bonifacio, figlia di Nicolò.
Un altro fattore fu costituito dalla posizione della rocca del Fano, dominante, dall'alto, la regia trazzera Termini-Giardini, l'importantissima strada che collegava Palermo a Messina, seguendo un percorso interno alla Sicilia e che a Randazzo toccava un crocevia strategicamente importante e vitale per i trasporti, rendendo tale città ulteriormente potente per la sua peculiare posizione. Il tratto di questa strada, che proveniente da Adrano conduceva a Randazzo, diventava ancor più trafficato ove si considera che anche parte del traffico da Catania a Messina attraversava il versante interno dell'Etna, ritenuto più sicuro o comodo rispetto alla via costiera, allora inesistente e soggetta a incursioni piratesche e ad assalti di fuorilegge e briganti. Anche tale ultimo aspetto fu determinante per la costruzione di fortilizi e presidi che garantissero un minimo di sicurezza nelle strade, continuamente sottoposte ad attentati e rapine. Lo stesso re Pietro d'Aragona, più tardi, nel 1282, da Messina, sottolineava questo aspetto scrivendo: «…ci sembra esacrando il ladroneggio di strada, per cui, violando lo stato pacifico del nostro regno, vediamo i mercanti ed i semplici cittadini soggetti non solo ad essere spogliati dei loro beni, ma anche a rischiare la loro vita. Spesso tali delitti rimangono impuniti e i delinquenti diventano recidivi, poiché si nascondono nei boschi dell'Etna e di lì balzano sui passanti, li assalgono e talora li uccidono…».
Dunque, Manfredi Maletta, fortificò la Torre, ristrutturandola e rinforzandola, edificando la cinta muraria alta e munendola di una guarnigione; da semplice torre divenne un castello vero e proprio seppur piccolo.

Il conte Manfredi frequentò poco il Castello di Maletto, in quanto impegnato nei grossi avvenimenti del tempo. Egli era infatti anche il regio camerlengo (gran conte camerario), cioè il Tesoriere del Regno e si trovò presente alla battaglia di Benevento nel 1266, ove il cugino re Manfredi fu sconfitto e ucciso da Carlo d'Angiò e fu costretto a consegnare a quest'ultimo il tesoro reale. Rimasto fedele agli Svevi, nel 1267 andò in Baviera, assieme ai Lancia e ad altri che non si rassegnavano al dominio francese, per sollecitare Corradino a riprendere la lotta. Ed ecco che fu di nuovo presente alla battaglia di Tagliacozzo nel 1268, ove anche questa volta gli Svevi furono definitivamente sconfitti dagli Angioini e a seguito della quale Corradino fu decapitato a Napoli. Dopo quest'ultima sconfitta, Manfredi fuggì a Venezia, dove insieme a Giovanni da Procida e ad altri esponenti del partito svevo preparò la rivolta dei Vespri siciliani del 1282 contro gli Angioini, morendo poi nel 1290.
Probabilmente perché impegnato in questi avvenimenti e lontano dalla Sicilia, nel 1267, gli successe in Maletto e Paternò il figlio Manfredi II, (è lo stesso Manfredi, non il figlio) che arresosi e consegnato il Castello di Paternò agli Angioini senza combattere nel 1299, sarà accusato di ribellione e tradimento dal re Federico II d'Aragona, e avrà da questi confiscati tutti i beni.
Nel 1282 finalmente scoppiò la rivolta dei Vespri, abilmente preparata, contro la "mala signoria" dei francesi, con grandi stragi di questi ultimi. Anche alla Gurrida, vicino a Randazzo, avvenne uno scontro armato con strage di francesi. Sicuramente anche il Castello di Maletto dovette insorgere contro gli Angioini, come del resto tutta la Sicilia, con l'eccezione del Castello di Sperlinga. In tale anno venne in Sicilia il re Pietro d'Aragona, chiamato dagli insorti e rivendicando il regno quale erede per parte della moglie Costanza, degli Svevi. Sbarcò a Trapani con tutto l'esercito, incoronato re di Sicilia a Palermo il 10 agosto, attraverso la via interna, giunse a Randazzo l'8 settembre, ponendovi la propria base operativa contro gli Angioini che assediavano Messina.
Anche questa volta Randazzo è in prima fila nella rivolta antiangioina schierandosi apertamente per gli Aragonesi e aderendo al movimento dei liberi comuni nel periodo da aprile a settembre 1282, definito "interregno", durante il quale la città elesse i suoi senatori che la governarono e che poi facendo atto di fedeltà a re Pietro furono creati baroni: fra questi c'era Francesco Homodei, nobile fiorentino trapiantatosi a Randazzo, al quale furono concessi il feudo e il castello di Maletto. A questi succedette il figlio Niccolò, che sotto il re Federico II di Sicilia possedeva anche i feudi di Frassino e Martini, intorno all'anno 1320. Questi avuta l'investitura feudale, trasmise la signoria feudale alla figlia Margherita, moglie di Benedetto di Antiochia. Durante tutta la guerra fra Angioini e Aragonesi, che si concluderà nel 1372, il Castello di Maletto svolse una importante funzione difensiva di Randazzo e in favore degli Aragonesi.
È appunto intorno alla seconda metà del 1200 che si formò un primo nucleo abitato costituito da misere case di legno e fango, attorno al Castello, popolato dai militari della guarnigione e dalle loro famiglie, da gente raccogliticcia della zona, pastori, boscaioli, ecc., che però, nei primi decenni del 1300 si dissolse, probabilmente per il venir meno della funzione militare del castello e per la mancanza di adeguate risorse economiche.
Il feudo, nei primi del 1300 venne espropriato per un credito di onze cento da Simone Sabatino da Randazzo e acquistato nel 1344 da un altro Homodeo, il notaio Francesco, per onze 225, confermato dal re Ludovico e infine il figlio di questi Simone, lo vendette l'11 febbraio 1386, per onze 140 e con l'obbligo del servizio militare a Rinaldo o Arnaldo Spatafora sempre da Randazzo.
Il castello, invece, era stato già donato dal re Federico d'Aragona, al fratello di Rinaldo, Ruggero Spatafora, Barone di Roccella, "in conseguenza di spese fatte senza delle quali non si sarebbe potuto custodire in difesa di Randazzo". Ruggero fortificò e ampliò ulteriormente il Castello, con la costruzione della cinta muraria più bassa, sì da fargli assumere i caratteri di una residenza. Uomo d'armi e d'azione, incapace di restare inattivo a Maletto, Ruggero donò successivamente al fratello minore Rinaldo, il Castello, e questi, così dal 1386, darà il nome della famiglia Spatafora al feudo e castello, restando legata a Maletto sino al 1851, anno della morte dell'ultimo principe, Domenico Spatafora e Colonna.
In questi 465 anni, gli Spatafora feudatari di Maletto furono 17 e sotto di loro Maletto fu abitato e abbandonato tre volte; fu costruito il paese, attraversò le vicende storiche che lo portarono a essere il paese dell'Ottocento quale lo hanno ereditato i malettesi del secolo scorso.
La famiglia Spatafora era originaria di Costantinopoli e venuta in Sicilia con Basilio, nobile della corte imperiale di Isacco Comneno, dividendosi poi nei tre rami di Randazzo, Messina e Palermo e annoverando personaggi illustri e potenti. Gli Spatafora feudatari di Maletto appartenevano al ramo di Randazzo e in quella città avevano un magnifico e munito palazzo nel quartiere San Nicola. Il nome derivò dal diritto che aveva Basilio, capitano delle guardie di Palazzo (non quello venuto in Sicilia), di tenere nuda la spada presso la corte bizantina. Da cui anche lo stemma così descritto: di rosso, al braccio armato, tenente una spada, posta in sbarra, il tutto al naturale, fregiato dal motto latino Prodes in bello. Lo stemma degli Spatafora è stato adottato dal Comune di Maletto, al quale è stato ufficialmente riconosciuto.
Rinaldo Spatafora, sposando prima Granata Castagna e poi Costanza dei Castelli, divenne, anche feudatario di Cutò, Michinesi e Cachono, aumentando così la potenza e il prestigio della sua famiglia. Di Maletto però ebbe il semplice possesso, perché non fu mai investito del feudo anche se lo richiese.
Per tutto il 1300 e per i primi decenni del 1400 Maletto non fu popolato da abitanti e il Castello venne usato come dimora dagli Spatafora nelle rare volte che venivano a Maletto e dai suoi amministratori del feudo.
La situazione cambiò a partire dal 1420, quando morto Rinaldo gli succedette Gerotta o Ruggerotto o Gutterrez o Gurretta Spatafora, che s'investì del feudo e Castello il 20 giugno dello stesso anno.
L'investitura definitiva avvenne nel 1449 con decreto spedito da Napoli dal re Alfonso d'Aragona, detto il Magnanimo. L'investitura del feudo di Maletto, la prima degli Spatafora, fu effettuata secondo il "more francorum", all'uso francese, cioè col diritto di successione al solo figlio maggiore maschio e in forma larga. Col medesimo decreto Gerotta ottenne altresì la "licentia populandi", ossia la facoltà di radunare gente di ogni fede e religione per l'abitazione del sito col diritto d'armi, ossia l'obbligo del servizio militare da fornire al re. Ottenne ancora il "regio placet" a costruire la terra di Maletto, cioè a edificare un borgo per gli abitanti. Infine il re gli accordò la «facultatem… hominem mutilandi et occidendi et moero mixto imperio», vale a dire la facoltà di torturare e giustiziare gli abitanti del feudo e la giurisdizione civile e penale su tutto il territorio.

Per effetto dell'investitura ricevuta, Gerotta Spatafora durante la metà del 1400 cominciò a costruire il borgo di Maletto, nel quale si raccolse per la seconda volta un'esigua popolazione che diede vita a una comunità contadina, che però a seguito delle precarie condizioni economiche, aggravate da una forte carestia che afflisse tutta la Sicilia, alla fine del secolo si disperdette per la seconda volta.
Gerotta Spatafora fu Barone di Roccella; giurato di Randazzo nel 1436/37 e Capitano nel 1460 e personaggio di primo piano della città per le importanti cariche politiche rivestite e per i vasti feudi posseduti. È il fondatore nel 1470 grazie a un suo legato testamentario, dell'Ospedale "per gli infermi, i poveri e i miserabili", ancora oggi funzionante. Già nel 1425 concedette ai randazzesi il diritto di legnatico nel grande bosco di Maletto, che venne altresì dato in "arrendamento", cioè in appalto nel 1460 a Vinicio Romeo, la cui famiglia sarà arrendataria di tale bosco fino agli inizi del 1800. Dichiarato ribelle, successivamente, gli vennero sequestrati tutti i beni, tra i quali il feudo e il castello di Maletto. Non avendo avuto figli, Gerotta con testamento del 2 novembre 1470 nomina eredi i nipoti Salimbene e Giovanni, figli del fratello Antonio Spatafora, che nello stesso anno ottennero la restituzione del possesso di Maletto.

Il cinquantennio che va dal 1420 al 1470, durante il quale fu signore di Maletto Gerotta, fu un periodo fondamentale per l'origine di Maletto, in quanto in questi anni venne concessa l'autorizzazione alla costruzione del borgo e il suo popolamento, nonché l'esercizio della giustizia civile e penale, elementi questi che seppure perfezionatisi nel secolo successivo, costituirono i presupposti indispensabili per la futura esistenza di Maletto.

### Simboli
Lo stemma e il gonfalone sono stati concessi con decreto del presidente della Repubblica del 18 gennaio 1988.
Lo stemma riprende il blasone della famiglia Spadafora.
Il gonfalone è un drappo di bianco.

## Monumenti e luoghi d'interesse

### Edifici religiosi

#### Chiesa madre
La chiesa madre, dedicata ai Sacratissimi Cuori di Gesù e Maria, fu costruita nel XIX secolo, da monsignor Mariano Palermo, consacrato successivamente vescovo di Piazza Armerina.

La chiesa presenta un'imponente facciata, a culmine della scenografica scalinata d'accesso, decorata da paraste in pietra lavica. La tripartizione segue l'impianto interno a tre navate.

L'armonioso interno, diviso da pilastri decorati in stucco, presenta interessanti altari marmorei di stampo neoclassico. Ammirevole la grande tela raffigurante il Transito di san Giuseppe del pittore Marcello Leopardi, risalente al 1793, di cui una copia è conservata nella chiesa dei Minoriti a Catania.

#### Chiesa di Sant'Antonio di Padova
Dedicata al patrono del comune, il taumaturgo sant'Antonio di Padova, fu costruita nel 1785, e arricchita nel secolo XX. La statua del patrono, e di san Vincenzo Ferreri, compatrono del Comune, sono magistrali opere barocche di Gerolamo Bagnasco.

#### Chiesa della Madonna del Carmelo
La chiesa della Madonna del Carmelo rappresenta un tipico luogo di culto rurale, edificato alla fine del secolo XIX.

#### Chiesa di San Michele
Costruita agli inizi del secolo XVI, assieme al primo centro urbano, era annessa al palazzo baronale degli Spadafora, da cui vi si accedeva. Conserva ancora le strutture originali e un bel campanile cuspidale. Tra le opere si conserva un'interessante tela barocca dell'Annunciazione.

#### Chiesa di San Giuseppe
Costruita intorno al 1830 a monte dell'abitato e adibita al culto una volta all'anno in occasione della festa del santo cui è dedicata. Il parroco Onofrio Ponzo lasciò un legato per la celebrazione perpetua di una messa il giorno di San Giuseppe.

### Palazzo dei Principi Spadafora

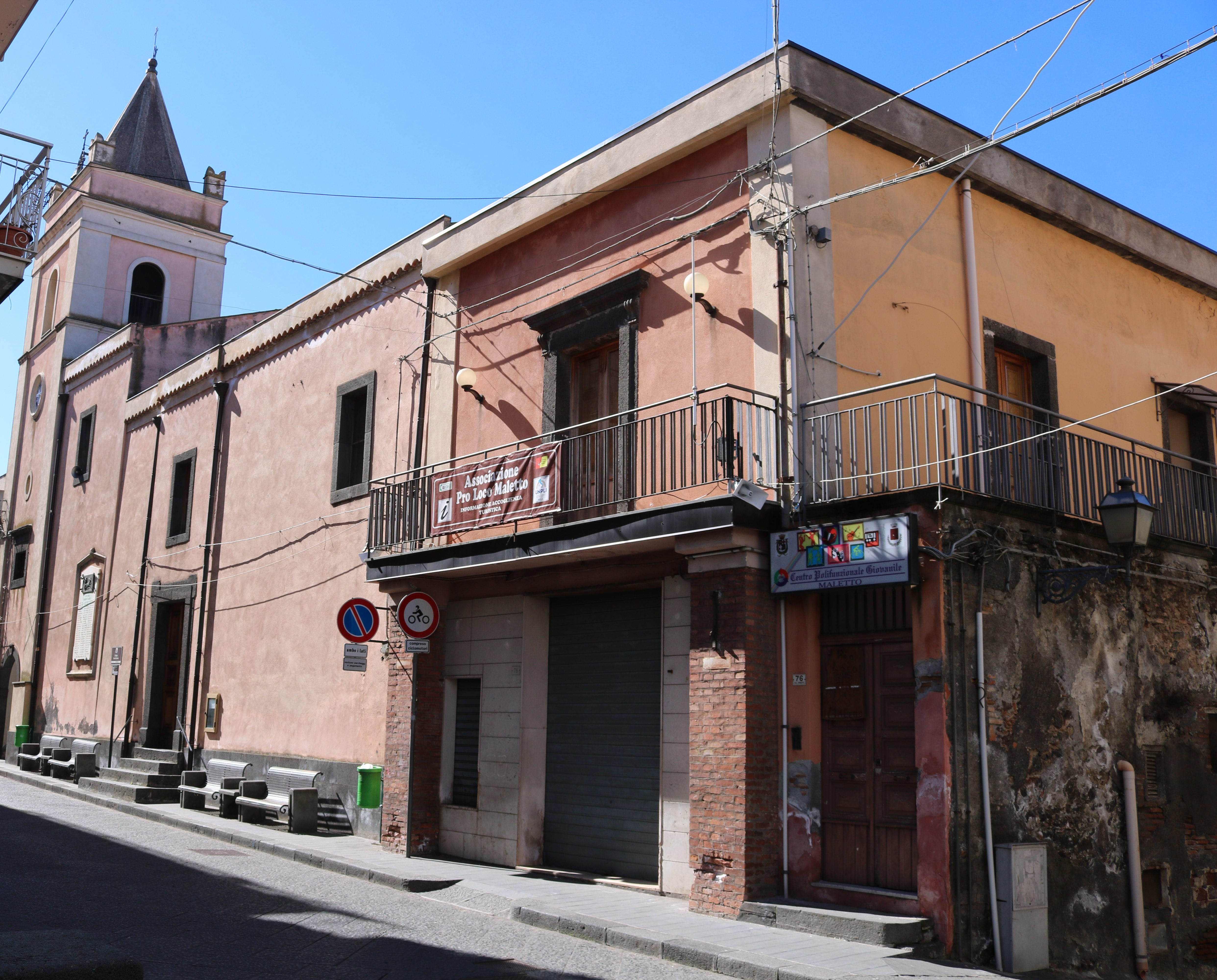
Palazzo dei Principi Spadafora e Chiesa di San Michele Arcangelo, XVI secolo.

### Museo Civico "Salvo Nibali"
Il Museo Civico "Salvo Nibali" è ubicato presso l'ex "macello" di Maletto, costruito nel 1952. Attraverso esaustivi percorsi didattici ed espositivi viene mostrato il patrimonio archeologico, culturale e demo-etno-antropologico dell'area.

In particolare nella Sezione Archeologica del museo vengono esposti i reperti rinvenuti durante gli scavi effettuati tra il 1987 e il 1988 in poi, dalla Soprintendenza di Catania, e dalle survey (ricognizioni archeologiche) effettuate dalla Durham University.

Le più antiche testimonianze della presenza umana nel territorio risalgono alla fine del VI millennio a.C., come testimoniano i ritrovamenti di frammenti di ceramica attribuiti al neolitico medio.

Con la fine dell'età del Bronzo, le evidenze della frequentazione umana nel territorio sembrano scomparire, ricominciando poi in età greca.

## Infrastrutture e trasporti

### Ferrovie
Il territorio comunale è attraversato dalla Ferrovia Circumetnea, ed è servito dalla stazione di Maletto.

## Società

### Evoluzione demografica
Abitanti censiti

## Manifestazioni ed eventi

### Sagra della fragola
Ogni anno, nel mese di giugno, Maletto diventa la città delle fragole, richiamando centinaia di turisti e di visitatori. Nel corso della sagra, le maestranze locali realizzano una gigantesca torta alla fragola di oltre mille chili, che viene offerta a tutti i partecipanti.

Durante la manifestazione vengono esposti in appositi stand le fragole in piantine e in cassette e sono offerte come assaggio gratuito ai visitatori. Il frutto matura tra i primi di maggio e la fine di giugno e nell'ambito della sagra sono esposti diversi tipi di fragole: la fragolina di pasticceria, la fragola "rifiorente", che matura da gennaio a dicembre, e la fragola tradizionale, dal sapore più dolce e dall'odore più profumato. La sagra dura tre giorni e si svolge di solito dal venerdì alla domenica.

### Feste patronali
Si svolgono ogni anno la seconda e la terza domenica di settembre, dedicate rispettivamente a Sant'Antonio di Padova e a San Vincenzo Ferreri.

I simulacri dei santi vengono portati in processione su un artistico fercolo ligneo, caricato sulle spalle dei numerosi devoti, lungo le strade del paese, preceduti da un grande numero di devoti, recanti ceri di vario peso e misura.

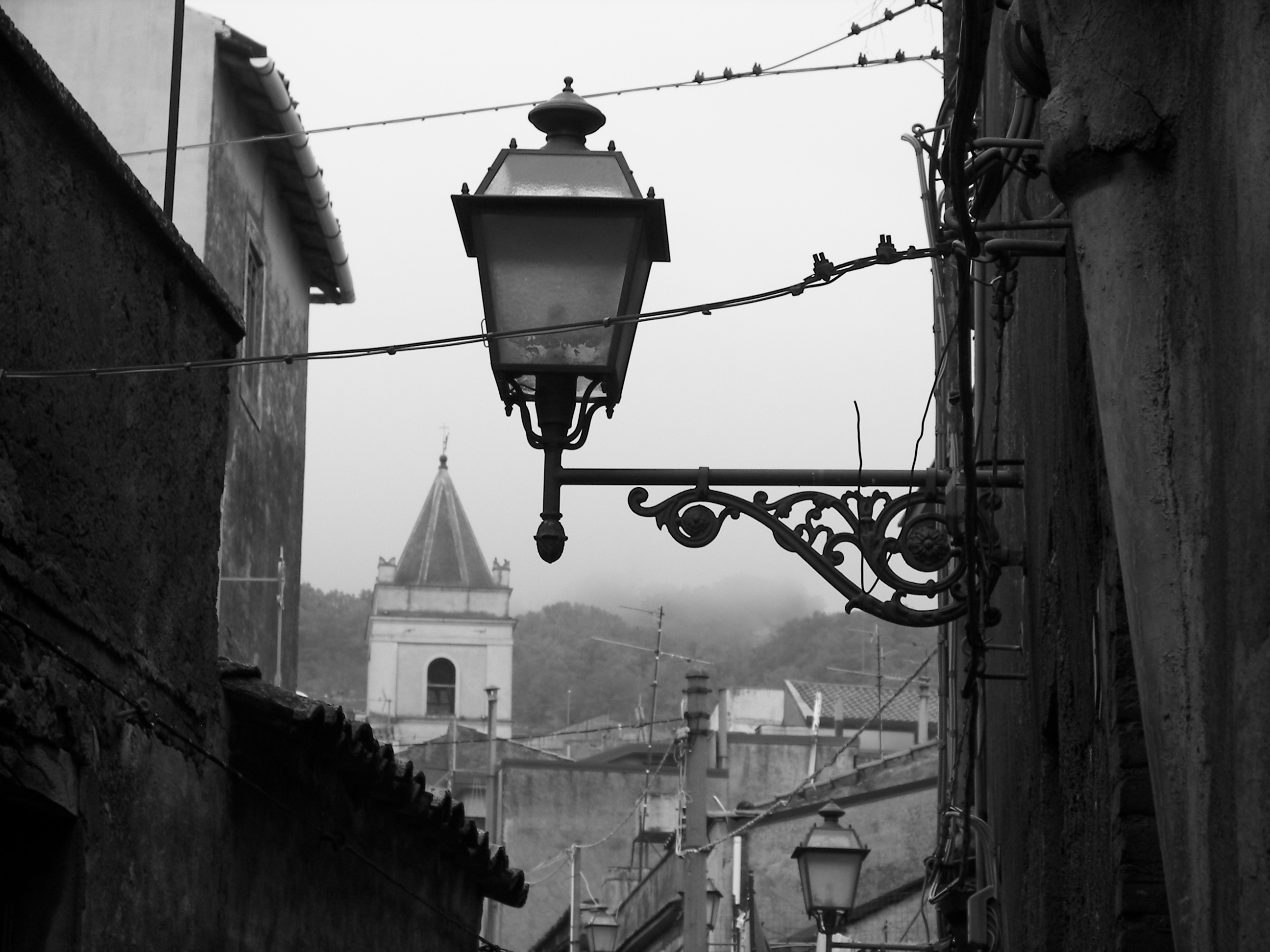
Scorcio del campanile di San Michele.

## Sport
La principale squadra di calcio della città è l'A.S.D. Virtus Maletto Calcio che milita nel girone E di Seconda Categoria. I colori sociali sono il granata celeste e il bianco.
Ad Aprile 2024, la squadra si è classificata al secondo posto, riuscendo a qualificarsi per la finale dei playoff per la promozione dalla terza alla seconda categoria.

## Amministrazione
Di seguito è presentata una tabella relativa alle amministrazioni che si sono succedute in questo comune.
| Periodo        | Periodo        | Primo cittadino                        | Partito                                                        | Carica  | Note   |
| -------------- | -------------- | -------------------------------------- | -------------------------------------------------------------- | ------- | ------ |
| 4 giugno 1985  | 20 maggio 1990 | Paolino Mangano                        | Partito Comunista Italiano                                     | Sindaco | [ 11 ] |
| 29 maggio 1990 | 27 giugno 1994 | Paolino Mangano                        | Partito Democratico della Sinistra, Partito Comunista Italiano | Sindaco | [ 11 ] |
| 27 giugno 1994 | 25 maggio 1998 | Nunzio Giovanni Parrinnello            | Forza Italia                                                   | Sindaco | [ 11 ] |
| 25 maggio 1998 | 27 maggio 2003 | Nunzio Parrinello                      | Centro Cristiano Democratico, Forza Italia                     | Sindaco | [ 11 ] |
| 27 maggio 2003 | 17 giugno 2008 | Giuseppe De Luca                       | Forza Italia                                                   | Sindaco | [ 11 ] |
| 17 giugno 2008 | 12 giugno 2013 | Giuseppe De Luca                       | lista civica                                                   | Sindaco | [ 11 ] |
| 12 giugno 2013 | 11 giugno 2018 | Salvatore Maria Barbagiovanni Miracolo | lista civica                                                   | Sindaco | [ 11 ] |
| 11 giugno 2018 | 01 giugno 2023 | Giuseppe De Luca                       | lista civica                                                   | Sindaco | [ 11 ] |
| 01 giugno 2023 | in carica      | Giuseppe Capizzi                       | lista civica "Nuova era"                                       | Sindaco | [ 11 ] |

### Gemellaggi
- Żebbuġ[12]